# Йордан Минчев
Йордан Минчев е български баскетболист.
От ноември 2016 година играе за БК Фенербахче в турската баскетболна лига и в най-престижното европейско баскетболно първенство на клубно ниво – Евролигата. Играе на позициите атакуващ защитник и леко крило.
От 2014 до 2016 година е състезател на БК Левски София.